# Sarapuí
Sarapuí là một đô thị ở bang São Paulo của Brasil. 

## Địa lý
Đô thị này nằm ở vĩ độ 23º38'26" độ vĩ nam và kinh độ 47º49'29" độ vĩ tây, trên khu vực có độ cao 590 m. Dân số năm 2004 ước tính là 8.486 người.
Đô thị này có diện tích 354,463 km².

### Sông ngòi
- Sông Sarapuí
- Sông Turvo

### Các xa lộ
- SP-270
- SP-268